# Navendu Mishra
Pour les articles homonymes, voir Mishra.
Navendu Prabhat Mishra (né le 22 août 1989) est un homme politique britannique du parti travailliste qui est député pour Stockport depuis 2019.

## Jeunesse
Il est d'origine indienne; sa mère est de Gorakhpur et son père de Kanpur, tous deux dans l'Uttar Pradesh.

## Carrière
Avant de se lancer en politique, Mishra est syndicaliste d'atelier à Stockport, avant de devenir permanent pour Unison et aider à organiser les soignants en situation d'emploi précaire.
Mishra est l'un des fondateurs de Stockport Momentum et soutient Jeremy Corbyn lors de l'Élection à la direction du Parti travailliste britannique de 2015 et de 2016.
Il est membre du Comité exécutif national du Parti travailliste de septembre 2018 à décembre 2019. Comme il est l'un des neuf représentants des partis travaillistes de circonscription, Mishra n'est pas éligible pour rester membre du CEN lors de son élection en tant que député.
Mishra se présente en vain pour le siège de Hazel Grove (qui fait partie du District métropolitain de Stockport) lors des élections de 2017, mais obtient la part de vote la plus élevée jamais enregistrée par le Labour dans cette circonscription. Il remporte 20,5% des voix dans un siège qui est traditionnellement en balance entre conservateurs et libéraux démocrates,.
Il est sélectionné comme candidat du Labour à Stockport aux élections générales de 2019 après que la titulaire, Ann Coffey, ait quitté le Parti travailliste pour protester contre le leadership de Jeremy Corbyn et rejoint Change UK. Mishra remporte le siège pour le parti travailliste, avec 52% des voix.
Mishra est membre du groupe de campagne socialiste et soutient la membre du SCG Rebecca Long Bailey lors de l'élection à la direction du Parti travailliste de 2020.
Le 15 octobre 2020, Mishra démissionne de son poste de PPS d'Angela Rayner pour voter contre le projet de loi sur les sources secrètes du renseignement humain (conduite criminelle), se rebellant contre le whip travailliste pour s'abstenir.